# ظفار يريم
ظفار يريم، هو موقع حميري قديم يقع في اليمن على بعد حوالي 130 كم جنوب شرق العاصمة صنعاء، وحوالي 10 كيلومترات جنوب شرق يريم. لفظ الاسم ثابت، كما دلّت عليه النصوص القديمة المختلفة. تقع ظفر في المرتفعات اليمنية على ارتفاع حوالي 2800 متر، وكانت بمثابة عاصمة الحميريين (110 ق.م. – 525 م)، وهي حضارة سيطرت في أوجها على جزء كبير من شبه الجزيرة العربية. وعلى مدار 250 عامًا، امتد النطاق الإقليمي للاتحاد القبلي وحلفائه إلى ما هو أبعد من الرياض شمالًا ونهر الفرات شمال شرق البلاد.
يوجد بها متحف يحتوي على بعض آثار مدينة ظفار التاريخية.

## تاريخ
ورد ذكرها في عدد من المصادر التاريخية، وأقدم ذكر لها في تلك المصادر يعود إلى النصف الثاني من القرن الأول الميلادي من قبل المؤرخ الكلاسيكي «بليتوس» في الجزء السادس من كتابة «التاريخ الطبيعي» ثم توالى ذكرها في عدد من الكتب والمؤلفات الأخرى.
كما أظهرت المصادر اليونانية والرومانية مخطط للمدينة والتي كانت تلفظ في مصادرهم «زفار» فيما أسهب لسان اليمن المؤرخ أبو محمد الحسن الهمداني الذي عاش في القرن الرابع الهجري في كتابه الإكليل في وصفها والتغني بأثرها وتحديد موقعها فذكر أن لظفار حمير (يحصب) تسعة أبواب هي (باب ولا، باب الإسلاف، باب خرفة، باب صيد، باب مآوه، باب هدوان، وباب خبان، وباب حوره، وباب الحقل) على أن أهم تلك الأبواب باب الحقل الذي كان عليه الأجراس حسب الهمداني، إذا فتح أو أغلق الباب سمع له صوت الرنين من مكان بعيد وكان يوجد لديه سور كبير تحصن به المنطقة.

## الموقع الجغرافي
تقع بقايا أطلال العاصمة السياسية لمملكة سبأ وذي ريدان وحضرموت ويمنت والطود والتهائم، في مخلاف خبان، والمعروف حاليا بمناطق المرتفعات الوسطى (يريم، السدة، الرضمة، القفر)، محافظة إب، والمشهورة في المصادر الإخبارية والأثرية عاصمة حمير.

## المعالم الأثرية
بما أن مدينة ظفار ظلت لمدة طويلة العاصمة السياسية لمملكة حمير فقد اهتم ملوك تلك المملكة بتحصينها وتشييد المباني العامة والمعابد، والأسواق، والسدود، إلى جانب المباني الخاصة مثل القصور، والمنازل، والتي لا زالت بقاياها الأثرية ظاهرة للعيان حتى اليوم ومن أهمها (قصر ريدان، وشوحطان، وكوكبان) على أن «قصر ريدان» كان الأشهر.
وكان قصر عظيم يحيطه نحو 7 أسوار محصنة ومنيعة ومثل مركز القيادة والنفوذ للمملكة، ولم يتبقَ من القصر اليوم إلا بضعة أمتار شاهدة للعيان وبقايا أسوار وأطلال من المعالم المنحوتة، منها في أعلى جبل هدمان المقابل لقصر ريدان كهف يسمى «حود الذهب»، ويوجد عليه فتحة مختومة من سمك الحجر، كلما رآها أحد من بعيد وجدها تلمع مثل الذهب، وكلما اقترب منها لم يجد شيء، وكان يوجد عليها حيوان الحرباء يمنع أي شخص من الاقتراب منها وقد مات.

### سوق الليل
مثل سوق الليل نفق سري منحوت تحت جبل ريدان حالياً (جبل ظفار) كان يربط بين واجهتي الجبل والمدينة، ولكنه حالياً مدفون إضافة إلى دكاكين ومحالّ منحوتة في الصخر ما تزال بقاياها موجودة حتى اليوم، فيما يوجد الخزانات الحميرية المنحوتة في قمم الجبال وهي صهاريج عديدة للمياه منحوتة في الصخر، وعند الاتجاه نحو قصر ريدان يجد الزائر أسفل القصر بركة مياه أو خزان مياه القصر المركزي.
يصل عمق الخزان نحو 6 أمتار وعرضه نحو 6 أمتار وهو مجوف من الداخل ومنحوت في الصخر، ولا يتم الدخول إليه إلا عبر بوابة ودرجة (سلم) منحوت وقد تهدم جزء منه.
وحسب السكان المحليين كان يوجد ساقية منحوتة في الصخر تحت الأرض يصل إليها الماء من الخزان الأعلى للقصر الذي يقع أعلى الخزان المركزي، إضافة إلى غرف مربعة ومستطيلة الشكل كلها منحوتة في الصخر بمقاسات مختلفة كانت مدافن للحبوب في أسفل القصر.

### مرابط الخيول وسجن الغضب
في المكان تلفت الانتباه غرف منحوتة في مشارف جبل ريدان بأشكال هندسية مختلفة كانت تستخدم كمرابض للخيول وأماكن العلف وحمام ومطابخ كلها منحوتة لا زالت موجودة وشاهدة للعيان تدل على حضارة الإنسان الحميري، يشد انتباه الزائر أيضًا أسفل القصر وفي وسط الحيد الشاهق سجن حميري يسمى (سجن الغضب) منحوت في الصخر بعمق 3 أمتار وعرض تقريباً خمسة أمتار تقريباً.
ويوجد أعلى السجن مدخل وحيد، ويمثل فتحة صغيرة الحجم كان دائرية الشكل يدخلها السجين ويختم عليه بغطاء من حجر منحوت وفي عرض الحيد توجد فتحة للتنفس والضوء تطل على قاع الحقل ووادي لحاف لا يستطيع السجين النفاذ منها أو الهرب لأنها تقع على شاهق مرتفع ومخيف.

### متحف ظفار
هو عبارة عن مبنى متواضع عند مدخل قرية ظفار الحالية ويضم نحو 300 قطعة أثرية قيمة عثر عليها الأهالي خلال سنوات عدة وجمعت تلك اللقى الأثرية من خلال مبادرات ذاتية للسكان المحليين، إلى جانب خمسة آلاف قطعة أثرية في مخزن المتحف تحتاج إلى الترميم وإعادة التأهيل ويشكو المتحف من إهماله.

### مقبرة العصبي الحميرية

آثار ظفار يريم

توجد في واجهة الجبل الشرقي لقصر ريدان بظفار، وهي عبارة عن غرف واسعة متصلة ببعضها في باطن الجبل بواسطة مداخل وفتحات، وفي كل غرفة منها مصطبة لحفظ أجساد الموتى.
القبور أغلبها في الصخر ومنحدرات الجبال وتبرز أهمية صاحب القبر ومكانته الاجتماعية فهناك القبور الملكية الخاصة بالملوك وعلية القوم، والتي كانت أكثر فخامة وإتقان عن تلك التي خصصت لعامة الناس.
وأعطت شواهد القبور للمهتمين معلومات مهمة ساعدت في فهم عادات المجتمع القديم وأنماط حياتهم المختلفة، ومنها الملابس والفخار والحلي والأساور.
ولعل أبرز هذه القبور «الجوخ» قبر لملك حميري منحوت في الجبل، ولكن الأهالي يؤكدون أن مقبرة العصبي تتعرض للنبش والنهب والحفر من قبل بعض أهالي القرى المجاورة وبصورة شبه يوميةً، ودون أن تحرك الجهات المعنية ساكنًا تجاه ما يتهددها.

### سدود قديمة
وفي البقعة الخضراء من أرض يحصب، يوجد ثمانون سدًا يقذف الماء سائلا بسبب طبيعة المنطقة الزراعية، قام ملوك سبأ وذو ريدان بإنشاء عدد من المنشآت المائية المختلفة وفي مقدمتها السدود في ظفار والمناطق المجاورة والمحيطة بها.
وتذكر كتب التاريخ البقعة الخضراء من أرض يحصب، مشيرة إلى أنه كان فيها أكثر من 80 سداً وأغلب هذه السدود منحوتة في أصل الجبال إلا أن بعض تلك السدود تحولت إلى مدرجات زراعية ويعود تاريخ بناؤها إلى عصر الدول الحميرية.
كما توجد في منطقة ظفار يحصب حسب كتب التاريخ عدد من الحصون الأثرية والتاريخية منها حصن العرافة الذي كان يضم قصراً مهدمًا ومقبرة صخرية منحوتة داخل الجبل.
وحسب الأهالي” كان العام 2006 شهد اكتشاف أثري مذهل، حيث أكتشف معمل صياغة الذهب والتماثيل الثمينة آنذاك في العرافة ولم يتم معرفة اللغز وسر ما حصل إلى الآن.
يقول الأهالي «توفى أحد أبناء قرية العرافة شمال شرق ظفار بنحو اثنين كيلومتر تقريباً قام الأهالي بحفر قبر له في المقبرة وأثناء الحفر وجد الحفارين أسفل القبر فتحة صغيرة فواصلوا الحفر إلى أن وصلوا أسفل الحفرة حيث وصل عمق الحفر 12 مترًا تحت الأرض وإذا فيه اكتشاف غرفة مليئة بالتماثيل والسيوف البرنزية وأشياء ثمينة أخرى والأدهى من ذلك وجد التراب يلمع مثل الذهب تم أخذ عينة والذهاب إلى محل ذهب وإذا به يقول هذا ذهب خام مخلوط مع التربة وتم تعبئة الجواني بالتراب الملمع بالذهب وتم بيع الكيلو غرام بـ 80 ألف ريال، وبعد أن تم إفراغ محتوى الموقع جاءت التعزيزات الأمنية لحراسة الموقع».

### حصن اليهودية
على الجهة الجنوبية الغربية من ظفار ببضعة كيلومترات يوجد حصن اليهودية وهو جبل مرتفع يسمى جبل اليهودية حالياً نسبة إلى الحصن الذي كان يقع على سفح الجبل، وقد تم ذكره في معجم القبائل اليمنية لإبراهيم المقحفي على أن اليهود في العصر الحميري كان يوجد لهم حصن أعلى الجبل وهو قائم إلى حد الآن ومعروف باسم جبل اليهودية في مخلاف العرافة بمنطقة خبان يطل على قرية بيت الأشول وقرية السيرة وجبل حجاج والأعماس.

### جبل الحرثي
يقع جنوب ظفار في وادي جبل حجاج حيث كانت الملوك الحميرية تتنقل للعيش والسكن في أعلى القمم والتحصن من الغزوات التي كانت تحصل آنذاك، وجبل الحرثي الموجود حالياً والذي سكنه الملك الحميري الحارث الرياش، كان يوجد فيه بعض الآثار والتي تم التنقيب عنها وتوقفت بسبب وعورة الطريق والمكان وقلة الإمكانات حيث يوجد فيه مقابر صخرية منحوتة في الصخر وبعض الصهاريج والبرك الحميرية لحفظ المياه، وبما أن المنطقة لا زالت بكراً كما تؤكد الشواهد أن هناك كم هائل وكبير من القطع الأثرية والاكتشافات الأثرية التاريخية المتتالية في جميع نواحي المنطقة، إلا أنها تتعرض حسب واقع الحال للعبث والسطو والنهب والنبش والسرقة والتهريب.

### قصر ريدان
تحدث الهمداني عن قصور ظفار بحقل يحصب  حسب ما خبره  عنها أبو نصر الذي قال: "كان بظفار قصور منها قصر ذى ريدان، وهو الذي يقول فيه علقمة:
في البيت السابق يصف الشاعر ذي ريدان على انها مصنعة، والذي يفهم من ذلك بأنها تظم مجموعة مباني محصنة بالأسوار والأبراج إلى جانب تحصينها الطبيعي، وقد يتوافق هذا الوصف لموقع ذي ريدان الذي يعتقد البعض انه موقع القصر ريدان.
وقال تبع:
وقصر ريدان قصر المملكة بظفار وقصر شوحطان الذي يقول فيه علقمة: ومثالك شوحطان له قريم، أي نقوش والقريم منه القرام والمقرمة لنقشها وتحسينها وقصر كوكبان لأنه كان مؤزر الخارج بالقصة وما فوقها أحجار بيض وداخله ممرد بالعرعر والفسيفساء.
والجزع  وصنوف الجواهر، كما يضيف الهمداني خبر ابى نصر عن أبواب ظفار قائلا: «قال أبو نصر: وكان بظفار تسعة ابواب باب ولا وباب الاسلاف وباب خرفة *وباب مابه وباب هدوان وباب خبان وباب حورة وباب صيد (سماره) وباب الحقل وقيل ماءه كان من أقبلتة»، هذه الأبواب عبارة عن مضايق جبلية تتفرق حول ريدان من جميع النواحي الجغرافية، وهي أشبه ما تكون نقاط عسكرية بشكل دائري تماثل حال صنعاء اليوم وغيرها من المدن الرئيسية، بعد ذلك نجد الهمداني يصف أبواب القصر قائلا:«وكان على هذه الأبواب أوهاز وهم الحجاب وما كان أحد يدخل باب الحقل إلا بأذن من أولئك الاوهاز، وذلك أنهم كانوا يجدون في كتبهم وعلمهم انه تخرب من قبل من يدخلها من باب الحقل، وكان للباب معاهر* وهي الأجراس، فإذا فتح وأغلق سمعت أصوات تلك المعاهر من مكان بعيد». ومن ثم نجد الهمداني يصف باب ظفار والذي نعتقد أنه كان بوابة في السور تتقدم مدخل وبوابة المبنى الملكي بقولة: «وكان باب ظفار الذي يكون منه الأذن على الملك، بينه وبينها على قدر ميل وكان دون ذلك الباب واهزان بينه وبينها باب علي، وكانا يسكتان الناس إعظاما للأذن وكان بين كاتب الأذن إلى المدينة سلسلة من ذهب يحركها واهز الأذن إذا أقدم عليهما شريف من أشراف الناس يريد الملك فيكتب الواهز إلى واهز القصر فيقع ذلك إلى الملك وكان الباب فيه السلسلة باب علي (عالي)»، الوصف السابق يشير إلى عملية التحصين في ريدان تبداء ببوابات طبيعية عبارة عن ممرات طبيعية جبلية تحيط بالعاصمة ظفار، وذلك بشكل شبه دائري نعتقد أنها كانت تتوزع بين مناطق اليوم (  الرضمة ويريم وسمارة والسدة)، والوصف الثاني يخصه الهمداني لباب الحقل وهو اقرب عن سابقيه لموقع ريدان، ويمثل التحصين الثاني ثم يأتي بوصف الباب الثالث وهو على بعد ميل من القصر، وبالتالي يكون للقصر في ظفار ثلاث بوابات طبيعية وغير طبيعية من الناحية التحصينية، ويكون آخر باب هو الذي يقع في السور على مسافة ميل لآخر باب وهو الباب الرئيسي لقصر الملك وسكنه 
ولقصور ظفار ذكر في الأشعار أتى بها الهمداني منسوبة لأصحابها قال الهمداني:
قال علقمة:
وقال أسعد في قصيدة طويلة:
وقال عمر بن تبع:

### معبد ريدان
في شهر أبريل 2007م وخلال أعمال التنقيب عن الآثار التي تقوم بها البعثة الألمانية التابعة لجامعة (هيدل برج) بموقع ظفار ذو ريدان تم اكتشاف معبد أثري يعود تاريخه إلى عام 100 ميلادي، ويشمل آثار المعبد على بقايا امتدادات للجدران المعمارية للمبنى وجدران ومداميك تتميز بأحجارها الرأسية وبنيت بأحجار مهندمة وزخرفت بالنحت البارز لأشكال حيوانية ونباتية مختلفة قوامها نحو 3 صفوف عن المداميك عليها رسوم نحتية لصور الغزلان والفهود وحيوانات خرافية مجنحة إضافة إلى أشجار العنب وثمارها وأوراقها وأحجار منحوتة عليها رسوم الثيران والوعل، كما أن المبعد مرصوف بأحجار البلق الأثرية والجميلة وهو حالياً شاهد للعيان.
وتقوم البعثة الألمانية بالتنقيب عن الآثار في موقع ظفار كل عام من بداية يناير وحتى مارس.

## النقوش الحميرية
النقوش الحميرية مصطلح استخدم للإشارة لكافة نقوش وكتابات اليمن قبل الإسلام وكثير من نقوش فترة ملوك سبأ وذي ريدان.
عثر على كثير من هذه النقوش في ظفار وتحتوي على معلومات مهمة عن العلاقة بين حمير ودول المنطقة آنذاك وعلاقاتها التجارية مع العالم وعن المعتقدات الدينية في زمن الدولة الحميرية في بداياتها حتى يبدأ في النصف الثاني من القرن الرابع ما يسمى في تاريخ اليمن بالفترة التوحيدية وتظهر التأثيرات المسيحية واليهودية وكذلك ظهر ما سمي بالديانات التوحيدية الحميرية وتبدأ الدعوات الدينية إلى الآلهة العربية الجنوبية بالزوال تدريجياً لتحل محلها الدعوات إلى الإله «رحمنان» رب السماوات والأرض، وقد حصل صراعات مع الأحباش في زمن ذي نواس وحرق الكنائس في ظفار وملاحقة مسيحيي نجران كما ورد في قصة أصحاب الأخدود.